# Семёновский поселковый совет (Семёновский район)
Семёновский поселковый совет (укр. Семенівська селищна рада) — входит в состав
Семёновского района
Полтавской области
Украины.
Административный центр поселкового совета находится в 
пгт Семёновка.

## Населённые пункты совета
- пгт Семёновка
- с. Тарасовка